# 三暗刻
三暗刻（サンアンコウ）とは、麻雀における役のひとつ。2翻。暗刻を3つ作って和了した時に成立する。暗槓が含まれていてもよい。

## 概要
暗刻が3つあることのみが条件であるため、残りの1面子は順子でもよく、副露してもよい。食い下がりはなく常に2翻である。出アガリでの対々和との複合がよく見られる他、リーヅモ三暗刻の形も多い（いわゆるツモり三暗刻の形、牌姿例の4番目）。他の2翻役と比較して難易度が高い上に、成立したとしても門前の場合は役満である四暗刻への移行を狙う場合もあるため、翻数が低い割に出づらい役である。ちなみに三暗刻の場合の符は最低でも40符以上が確定する。

## 牌姿の例
（例）確定三暗刻の単騎待ち
4面子が完成している手。この後かを引けばノベタン、かを引けば両門待ちへ移行する。両門待ちへ移行した場合は、さらにシャンポンでのツモり四暗刻もしくは四暗刻を確定させての（アガリを放棄して）単騎待ちも狙える。
（例）一手変わりで四暗刻になるリャンメン待ち
暗刻を3つ作りさえすれば、残り1面子は順子でも構わない。この牌姿は待ちの出来合い三暗刻だが、巡目が早い・点棒状況に条件があるなどの場合、役満である四暗刻への手変わりを見込んで、三暗刻のみでの和了を見送るケースも少なくない。この場合、かを引けばツモり四暗刻のテンパイに、を引けば四暗刻単騎待ちのテンパイになる。
（例）ツモり四暗刻のシャンポン待ち
とのシャンポン待ち。ツモ和了なら四暗刻だが、ロン和了の場合は4つめの刻子が明刻扱いとなるため、三暗刻・対々和となる。門前で三暗刻･対々和が複合するのはこのパターンのみである。
（例）ツモり三暗刻のシャンポン待ち
これはいわゆる「ツモり三暗刻」という牌姿で、かのどちらかを自力でツモってこないと三暗刻が成立しない。ロン和了の場合は3つ目の刻子が明刻扱いとなるため、三暗刻にならないからである。この牌姿では、立直や河底が付かない状況でのロン和了では役がないためチョンボとなる。
（例）注意を要する単騎待ち
この場合、ならロン・ツモ問わず三暗刻が成立するが、でのロン和了は(リーチをしていなければ)役がないためチョンボとなる。特に同巡内フリテンには注意すべきであり、黙聴では和了できないが出てしまった巡目では、が出て来ても和了出来ない。三暗刻を確定させるなら、確定できる単騎待ちか筒子の両門・ノベタン待ちに変えておく方が無難である。
（例）暗槓による面子の確定
一つ上の例の状態でをツモった場合、暗槓すればその部分の面子が確定し、三暗刻が確定したうえでの単騎待ちとなる。ただし、暗槓によって待ちが変化するため、リーチをかけている時にこの暗槓を行った場合は、で和了しても流局してもチョンボとなることに注意が必要である。もちろん明槓では筒子の順子部分を暗刻に変えない限り三暗刻は成立しない。
（例）仮り聴の三暗刻
いまのところ嵌待ちの三暗刻だが、四暗刻や四槓子への手変わりが見込める牌姿。ここからをツモれば、とを連続で暗槓して四暗刻単騎への移行が可能である。その状態からさらにを槓できれば四槓子になる。ただしその場合、を暗槓すれば四暗刻単騎と四槓子が複合するのに対し、の大明槓の場合は四暗刻単騎が消滅し四槓子のみとなる（特に四暗刻単騎をダブル役満とし四槓子をシングル役満とするルールでは役満分の損となってしまう）。